# Villaverde del Río
Villaverde del Río er en by og kommune i det sydlige Spanien i provinsen Sevilla. Den har et indbyggertal på 7.794 (2024) indbyggere.